# Landtags- und Gemeinderatswahlkreis Favoriten
Der Wahlkreis Favoriten ist ein Wahlkreis in Wien, der den Wiener Gemeindebezirk Favoriten umfasst. Bei der Landtags- und Gemeinderatswahl 2015 waren im Wahlkreis Favoriten 110.710 Personen wahlberechtigt, wobei bei der Wahl die Sozialdemokratische Partei Österreichs (SPÖ) mit  41,39 % als stärkste Partei hervorging. Die SPÖ erzielte bei der Wahl vier der zehn möglichen Grundmandate, zudem erreichte die Freiheitliche Partei Österreichs (FPÖ) vier Grundmandate.

## Wahlergebnisse
| Landtags- und Gemeinderatswahlen im Wahlkreis Favoriten | Landtags- und Gemeinderatswahlen im Wahlkreis Favoriten | Landtags- und Gemeinderatswahlen im Wahlkreis Favoriten | Landtags- und Gemeinderatswahlen im Wahlkreis Favoriten | Landtags- und Gemeinderatswahlen im Wahlkreis Favoriten | Landtags- und Gemeinderatswahlen im Wahlkreis Favoriten | Landtags- und Gemeinderatswahlen im Wahlkreis Favoriten | Landtags- und Gemeinderatswahlen im Wahlkreis Favoriten | Landtags- und Gemeinderatswahlen im Wahlkreis Favoriten |
| Wahltermin                                              | GM                                                      |                                                         | SPÖ                                                     | ÖVP                                                     | FPÖ                                                     | GRÜNE                                                   | LIF/NEOS                                                | Sonstige                                                |
| ------------------------------------------------------- | ------------------------------------------------------- | ------------------------------------------------------- | ------------------------------------------------------- | ------------------------------------------------------- | ------------------------------------------------------- | ------------------------------------------------------- | ------------------------------------------------------- | ------------------------------------------------------- |
| 8. Oktober 1978                                         |                                                         | Stimmenanteile (%)                                      | 69,73                                                   | 22,16                                                   | 4,99                                                    | –                                                       | -–                                                      | 3,13                                                    |
| 8. Oktober 1978                                         | 10                                                      | Grundmandate                                            | 7                                                       | 2                                                       | 0                                                       | –                                                       | –                                                       | 0                                                       |
| 24. April 1983                                          |                                                         | Stimmenanteile (%)                                      | 67,15                                                   | 24,21                                                   | 4,96                                                    | 2,26                                                    | –                                                       | 1,42                                                    |
| 24. April 1983                                          | 10                                                      | Grundmandate                                            | 7                                                       | 2                                                       | 0                                                       | 0                                                       | –                                                       | 0                                                       |
| 18. November 1987                                       |                                                         | Stimmenanteile (%)                                      | 66,52                                                   | 18,52                                                   | 9,03                                                    | 3,37                                                    | –                                                       | 1,56                                                    |
| 18. November 1987                                       | 10                                                      | Grundmandate                                            | 7                                                       | 2                                                       | 0                                                       | 0                                                       | –                                                       | 0                                                       |
| 10. November 1991                                       |                                                         | Stimmenanteile (%)                                      | 56,96                                                   | 11,32                                                   | 23,32                                                   | 6,20                                                    | –                                                       | 2,19                                                    |
| 10. November 1991                                       | 10                                                      | Grundmandate                                            | 6                                                       | 1                                                       | 2                                                       | 0                                                       | –                                                       | 0                                                       |
| 13. Oktober 1996                                        |                                                         | Stimmenanteile (%)                                      | 46,45                                                   | 9,68                                                    | 31,14                                                   | 5,19                                                    | 5,85                                                    | 1,69                                                    |
| 13. Oktober 1996                                        | 10                                                      | Grundmandate                                            | 5                                                       | 1                                                       | 3                                                       | 0                                                       | 0                                                       | 0                                                       |
| 25. März 2001                                           |                                                         | Stimmenanteile (%)                                      | 55,87                                                   | 10,77                                                   | 22,82                                                   | 7,48                                                    | 2,39                                                    | 0,67                                                    |
| 25. März 2001                                           | 10                                                      | Grundmandate                                            | 6                                                       | 1                                                       | 2                                                       | 0                                                       | 0                                                       | 0                                                       |
| 23. Oktober 2005                                        |                                                         | Stimmenanteile (%)                                      | 57,69                                                   | 12,10                                                   | 19,60                                                   | 8,12                                                    | –                                                       | 2,49                                                    |
| 23. Oktober 2005                                        | 10                                                      | Grundmandate                                            | 6                                                       | 1                                                       | 2                                                       | 0                                                       | –                                                       | 0                                                       |
| 10. Oktober 2010                                        |                                                         | Stimmenanteile (%)                                      | 48,79                                                   | 8,56                                                    | 33,84                                                   | 6,15                                                    | 0,53                                                    | 2,13                                                    |
| 10. Oktober 2010                                        | 10                                                      | Grundmandate                                            | 5                                                       | 0                                                       | 3                                                       | 0                                                       | 0                                                       | 0                                                       |
| 11. Oktober 2015                                        |                                                         | Stimmenanteile (%)                                      | 41,39                                                   | 6,15                                                    | 39,35                                                   | 6,30                                                    | 3,55                                                    | 3,25                                                    |
| 11. Oktober 2015                                        | 10                                                      | Grundmandate                                            | 4                                                       | 0                                                       | 4                                                       | 0                                                       | 0                                                       | 0                                                       |
| 11. Oktober 2020                                        |                                                         | Stimmenanteile (%)                                      | 48,40                                                   | 18,66                                                   | 9,50                                                    | 8,15                                                    | 4,49                                                    | 10,80                                                   |
| 11. Oktober 2020                                        | 10                                                      | Grundmandate                                            | 5                                                       | 0                                                       | 1                                                       | 0                                                       | 0                                                       | 0                                                       |
| 28. April 2025                                          |                                                         | Stimmenanteile (%)                                      |                                                         |                                                         |                                                         |                                                         |                                                         |                                                         |
| 28. April 2025                                          | 10                                                      | Grundmandate                                            |                                                         |                                                         |                                                         |                                                         |                                                         |                                                         |